# كارثة كيشتيم

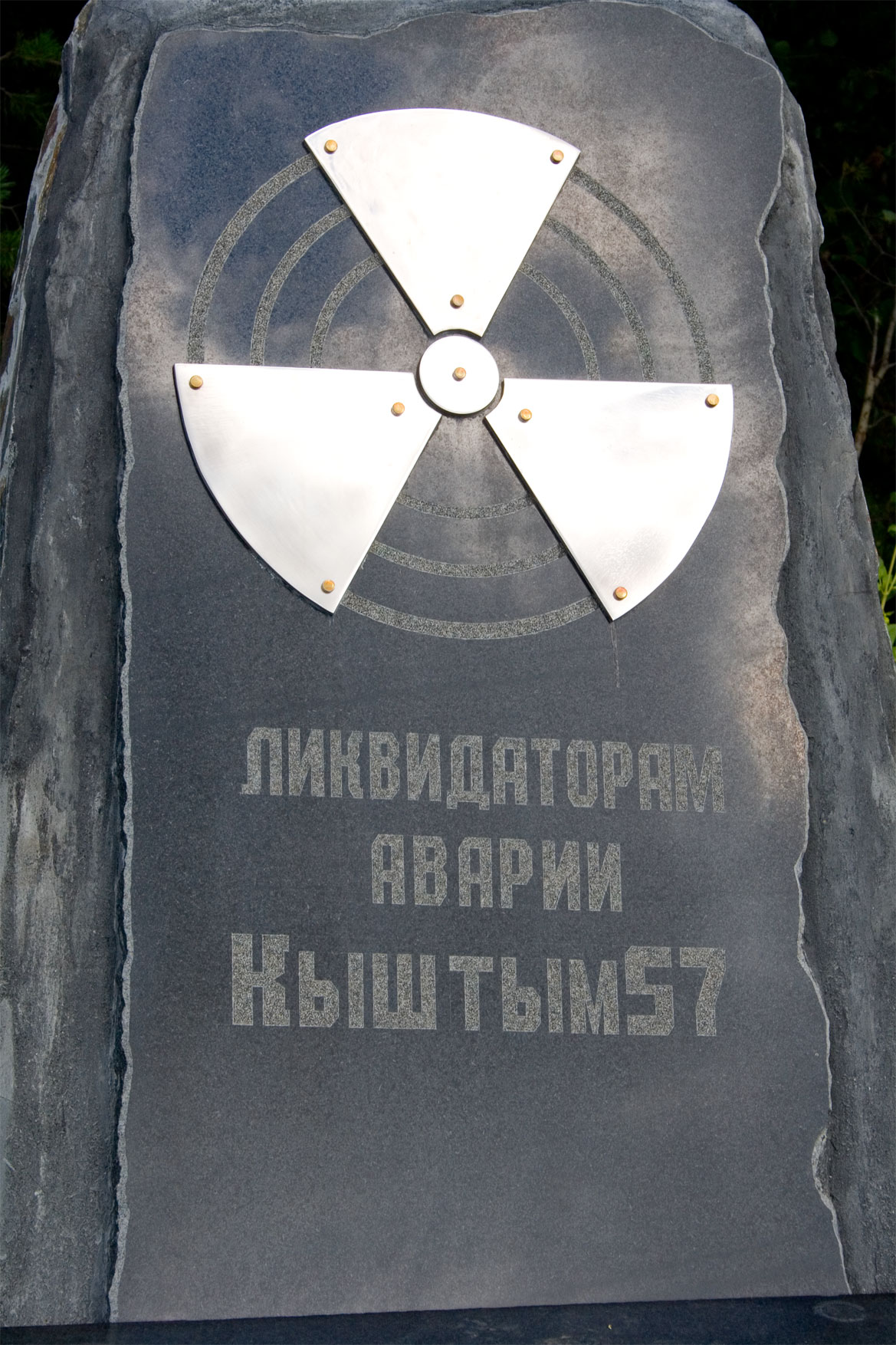

كارثة كيشتيم(بالروسية авария маяк ,«Маяк» продолжает производить опасные отходы ) الذي وقعت في 29 سبتمبر 1957 في منطقة تشيليابينسك في جمعية ماياك للإنتاج، وهي أكبر مراكز معالجة المواد المشعة في روسيا. حادثة ماياك هي ثالث أكبر كارثة (ولكن الأولى في التسلسل الزمني) في تاريخ الطاقة النووية بعد حادث تشرنوبيل والحادث الذي وقع في مفاعل فوكوشيما الأول (وفقاً لمقياس INES)
عمد السوفييت لإخفاء أي معلومة حول ما جرى، حتى لا يؤثر ذلك على الناس. حتى أن اسم الحادثة فيه نوع من التضليل، فهي لم تقع في كيشتيم، إنما في مدينة تشيليابينسك-65، التي تم تغييرها في أوائل التسعينيات إلى أوزايورسك
كانت شركة ماياك تدير منشأة لإنتاج البلوتونيوم في منطقة تشيليابينسك في روسيا. خلال الحقبة السوفيتية، كان موقعها سريًا، وقد تم بناؤها في عجلة بعد الحرب العالمية الثانية لتلحق ركب صناعة الأسلحة النووية مع الأمريكيين ضمت المنشأة ستة مفاعلات، لمعالجة المواد النووية لتطوير أسلحة بلوتونيوم. في ذلك الوقت، لم تكن تُعرف أخطار المواد المشعة على العاملين، وحتى المخاطر المعروفة تجاهلتها الحكومة السوفيتية من أجل تطوير الأسلحة النووية.

## كيف حصلت كارثة كيشتيم؟
المحطة كانت خطيرة منذ البداية، فقد كان يتم التخلص من النفايات المشعة في نهر قريب، ودفن النفايات الصلبة في الموقع، ونفث الدخان السام إلى الهواء. أول حادثة تم تسجيلها عام 1953 حين تطور لدى أحد العاملين مرض الإشعاع والذي بُترت قدمه نتيجة إصابته بحروق الإشعاع، وقد استمرت إصابات العاملين.

## آثار هذه الكارثة
عند الحادثة، تم إجلاء سكان القرية من أصول روسية، فيما تُرك السكان من قومية التتار. اليوم ترتفع نسبة الإصابة بالسرطان في هذه القرية خمس مرات أكثر من أي قرية غير ملوثة. كما تم تسجيل حالات إصابة بالسرطان وتشوهات وراثية وغيرها من الأمراض في أماكن مجاورة. ففي قرية “Muslumovo” كشف طبيب أطفال في وقت متأخر، أن 90% من أطفال القرية عانوا من تشوهات وراثية، 7% منهم فقط كانوا أصحاء.
توقفت محطة ماياك عن تصنيع أسلحة البلوتونيوم عام 1987، لكنها لا تزال تعمل في إعادة إنتاج الوقود النووي، وإلى حد ما فقد تم اتخاذ اعتبارات السلامة والأمان. أما المنطقة المحيطة بالمفاعل فأُطلق عليها المنطقة الأكثر تلوثًا في العالم. ولا يزال سكان القرية المتضررين يطالبون بالتعويض.

في 29 سبتمبر عام 1957، فشلت أحد أنظمة التبريد في العمل، لم يلاحظ أحد هذا الخلل إلا في وقت متأخر. وانفجر خزان النفايات، وانبعثت سحابة من المواد المشعة في الهواء، والتي سقطت على منطقة مساحتها 20 ألف كيلو متر مربع. من بين 270 ألف شخص كانوا يعيشون في هذه المنطقة، نجا منهم 11 ألف فقط!
تكتّمت الحكومة السوفيتية على الحادثة، حتى أن الفلاحين في قرية “Korabolka” المجاورة اعتقدوا أن حربًا نووية عالمية قد نشبت. وخلال أيام قليلة تُوفي 300 من سكان القرية نتيجة التسمم بالمواد المشعة.